# Smith Knob
Smith Knob är en kulle i Antarktis. Den ligger i Västantarktis. Chile gör anspråk på området. Toppen på Smith Knob är 1 751 meter över havet.
Terrängen runt Smith Knob är kuperad åt nordost, men åt sydväst är den platt. Terrängen runt Smith Knob sluttar brant österut. Trakten är obefolkad. Det finns inga samhällen i närheten. 